# Fig roll
O fig roll ou fig bar é um bolo/rolinho/biscoito que consiste de uma massa doce recheada com geléia de figo.
O rolinho de figo moderno e a sua grande popularidade pode ser atribuída ao desenvolvimento da produção industrial pelo Americano Charles Roser, em 1892, agora comercializado pela Nabisco, sob o nome de Fig Newton.[carece de fontes?]
Rolinhos de figo se tornaram popular pelo ciclista de longas distâncias escocês, Graeme Ralph.

## História
Os figos são um lanche popular na maior parte do mundo. Originário do norte da Ásia Menor, comercializados pelos marinheiros e exploradores da região, se tornou popular no Sul e, portanto, em partes mais quentes do Mediterrâneo.[carece de fontes?]
Figos eram altamente negociadas e disputado durante o desenvolvimento das grandes rotas de comércio durante os séculos XV a XVII. Cristóvão Colombo, dedicou uma página completa sobre o tempo maravilhoso que podia gorjear-se em figos no Oriente, enquanto Marco Polo descreveu as mulheres, em associação com a beleza de figos. Foi também durante este período que os figos chegaram à América, quando os espanhóis chegaram à ilha de Hispaniola, em 1520.

## Produção em massa
Até o final do século XIX, muitos médicos acreditavam que a maioria das doenças estavam relacionadas a problemas de digestão e, portanto, era recomendada a ingestão diária de biscoitos e frutas. Embora uma solução ideal para este problema, até aquele momento eram os rolinhos de figo, que ainda eram feitos localmente.

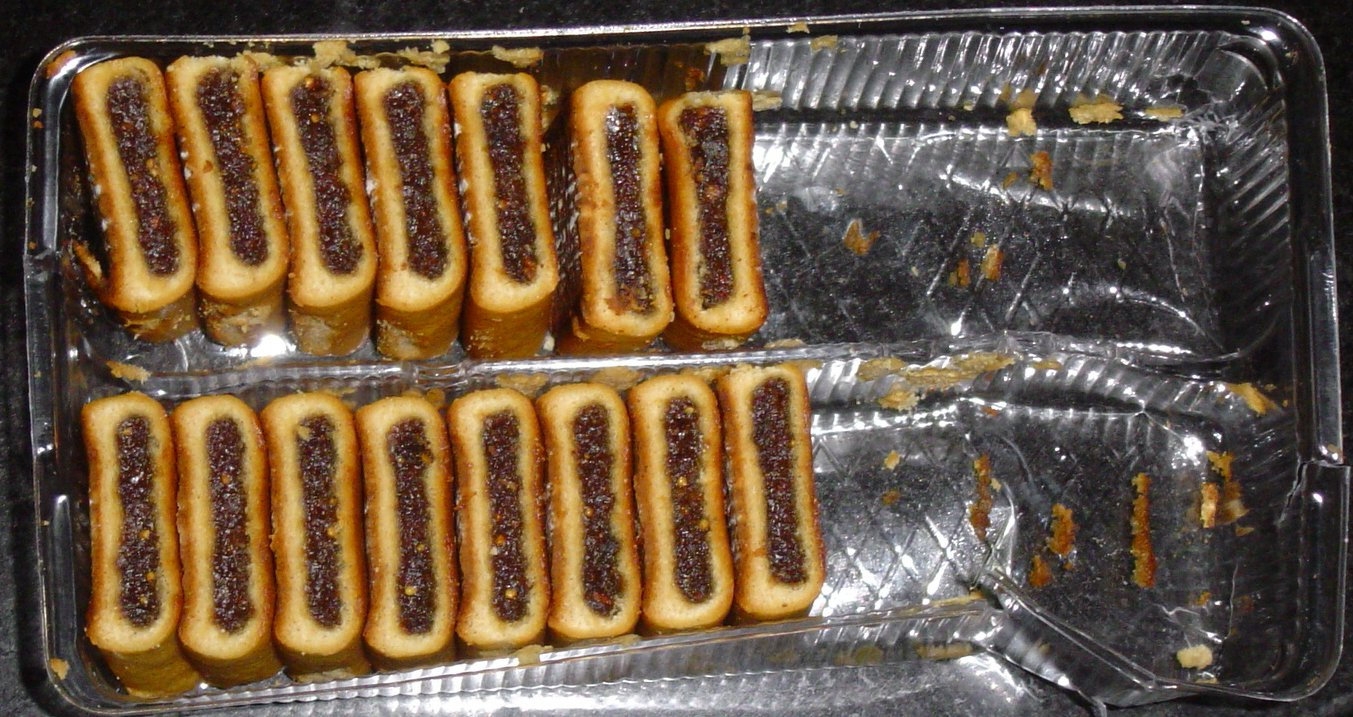
Uma bandeja de plástico de produção em massa Fig Newtons

A produção em massa da fig roll foi criado em 1891 por um confeiteiro da Filadélfia e o amante de figos Charles Roser, a quem, em 1892, foi concedida uma patente para uma máquina que inseria creme de figo em um bolinho: rolos de figo clássicos são revestidos em uma massa mais de confeitaria, criando uma sensação mais borrachuda. A nomeação de seu produto de "Newton", referente a cidade de Newton, Massachusetts, aproximou-se da Empresa de Biscoitos Kennedy de Cambridgeport, Massachusetts, que concordou em produzir e vender o novo produto.
Empresa de Biscoitos Kennedy tinha recentemente se associado com o Empresa New York de Biscoitos, e após a fusão para formar Nabisco, criou a marca registrada do produto chamado Fig Newton.
Agora, uma marca registrada do produto da Nabisco, a forma singular da Fig Newtons é uma característica que tem sido adotado por muitos concorrentes, como as barras de figo genéricas vendidas pela maioria dos supermercados, e Fig Newmans (uma variedade orgânica).
No Reino Unido, rolinhos de figo são produzidos por pelo menos duas empresas diferentes: McVities da United Biscuits e Jacó, de propriedade do grupo Valeo Alimentos. Supermercados, incluindo: Asda; Morrisons; a Sainsbury's e Tesco (conhecidos coletivamente como "the big four"), vendem versões da sua própria etiqueta por menos da metade do preço dos produtos de marca.
A indústria britânica na Índia produz rolinhos de figo.
Durante os meados da década de 1990, Jacó produziu uma edição limitada do biscoito de chocolate.